# Cárcel Municipal de Guayaquil
La antigua Cárcel Municipal de Guayaquil fue una prisión que funcionó en la ciudad de Guayaquil durante la primera mitad del siglo XX. Estaba situada en la Calle de los Lamentos -como se llamaba comúnmente a la actual calle Julián Coronel- en el sector sur del Cerro del Carmen. El reclusorio funcionó entre 1907 y 1966. En la actualidad, la infraestructura tiene el carácter patrimonial otorgado por el Instituto Nacional de Patrimonio Cultural debido a su valor arquitectónico.

## Historia
En 1896 un incendio en la ciudad destruyó una vieja cárcel que había sido construida diez años atrás (en 1886) por el arquitecto italiano Rocco Queirolo Pinasco. Para suplir la necesidad de una prisión de considerable capacidad de albergue de reos, se construyó una nueva cárcel en el lado sur de las faldas del cerro del Carmen, en la calle de los Lamentos -actual calle Julián Coronel-, denominada así debido a que, además de la cárcel, también se encontraban el Hospital Civil, el anfiteatro y el Cementerio General.
El ingeniero venezolano Francisco Manrique Pacanis fue designado para que diseñe y construya la nueva prisión. En 1903 se inició la construcción de la cárcel, la cual estuvo finalizada en 1905. La cárcel fue el primer edificio de la ciudad -y uno de los primeros del país- que se construyó en hormigón armado en sus pilotes y losas, materiales que fueron importados de Génova, Italia. Finalmente, en 1907 fue inaugurada.
La estructura del reclusorio, de influencia renacentista, es del tipo claustro, la cual contiene un patio central, una galería perimetral y -en su alrededor- más de 40 celdas y calabozos. Su fachada es plana y dividida en dos cuerpos por una cornisa. Posee una serie de pilastras que crean un esquema de ritmo compuesto, que muestran un sucesión horizontal de ventanas de arco de medio punto a manera simétrica. La planta superior está rematada por un cornisamento plano.
Desde su apertura, la cárcel albergó a los presos condenados de la ciudad, teniendo reclusos de alta peligrosidad en su época como "Chico Silencio", Enrique Lituma alias "El hombre rata", (un famoso delincuente de la época detenido constantemente, en varias ocasiones por asaltar joyerías, incursionando por tuberías y romper el piso del local; y que junto con su grupo de amigos, los denominados "hombres ratas" realizaron una fuga de película de la "Penitenciaría del Litoral", mediante un agujero subterráneo que conectaba al Río Daule el 30 de diciembre del año 1970), "Chico Panamá", (Quien escapó desde el centro de detención de las Islas Galápagos, que funcionó entre 1946 y 1959, llevándose secuestrado un yate con un grupo de turistas norteamericanos, hasta Panamá), y Víctor González alias "El come-muerto", (un sepulturero profanador de tumbas que desenterraba y exhumaba los cuerpos de los fallecidos con el único objetivo de robar sus ropas, joyas, accesorios y prendas de valor con el fin de venderlas) etc. Inicialmente tenía capacidad para 150 reos. Se hicieron varias modificaciones para tratar de ampliar la capacidad, sin embargo, la población carcelaria aumentó drásticamente creando un caos de hacinamiento y por lo que hubo necesidad de cerrar definitivamente la cárcel, construyendo un nuevo centro de detención.
El edificio funcionó como reclusorio hasta 1966 durante la administración municipal de Jorge Higgins Jaramillo, siendo su último director, el Lcdo. Alfonso Loaiza Grunauer.

## Actualidad
El abandono del edificio se hizo notable con el deterioro del complejo carcelario. Por varios años, los habitantes del sector aledaño a la antigua cárcel pedían a las autoridades que tomen medidas de seguridad, debido a que por las noches, el edificio se convertía en guarida de ladrones y consumidores de droga.
Mediante acuerdo no°. 2757 del Instituto Nacional de Patrimonio Cultural, el edificio de la vieja cárcel fue declarado patrimonio de la ciudad, debido principalmente a que se trata a la primera edificación hecha con cemento. El propietario actual del predio es el Instituto Ecuatoriano de Seguridad Social, el cual cedió a préstamo el edificio a la Universidad Católica Santiago de Guayaquil, con fines educativos y de cultura hasta el 2009. Posteriormente, pasó en comodato a la Fundación Guayaquil Siglo XXI, que pintó y refaccionó la fachada.
En la actualidad existen diversas propuestas para darle uso al edificio, los cuales comprenden que se adecuen las instalaciones con el fin de que sirvan como albergue, o dormitorio para familiares de pacientes del Hospital Luis Vernaza. También se estimó que la infraestructura podría servir para actividades culturales, de vivienda, biblioteca, servicio a la comunidad, infocentro, cafetería o patio comidas.